# I'm Reed Fish
I'm Reed Fish é um filme estadunidense de comédia romântica baseado em uma história de Reed Fish, e lançado nos cinemas em 1º de junho de 2007. O filme foi dirigido por Zackary Adler e estrelado por Alexis Bledel, Jay Baruchel e Schuyler Fisk. Jay Baruchel ganhou o prêmio de Melhor Ator no U.S. Comedy Arts Festival em 2007 por seu papel de Reed Fish. O filme foi lançado em DVD em 4 de setembro de 2007.

## Sinopse
Reed Fish seguiu os passos de seu falecido pai, fazendo um programa de rádio matinal com a prefeita da cidade, Maureen, por meio do qual os excêntricos habitantes de Mud Meadows expressam suas queixas e as encaminham. Reed produz o show com seu antigo amigo de colégio, Frank, e ele está noivo de outra colega de colégio, Kate Peterson, cujo pai é dono de vários negócios na cidade. Os planos de Reed são desfeitos quando sua namorada do colégio, Jill, volta para a cidade. Ela deveria estar na faculdade de direito, mas confidencia a Reed que largou a escola dois anos antes e trabalha como garçonete enquanto segue uma carreira musical infrutífera. Reed a incentiva a tocar no Open Mike Night no bar local. Ele a inspira a encontrar sua voz, o que leva a algumas complicações em seu relacionamento com Kate, forçando Reed a reexaminar todos os aspectos de sua vida segura e protegida. 

## Elenco
- Jay Baruchel como Reed Fish
- Alexis Bledel como Kate
- Schuyler Fisk como Jill
- Victor Rasuk como Frank Cortez
- DJ Qualls como Andrew
- A. J. Cook como Theresa
- Katey Sagal como Maureen
- Chris Parnell como Ralph
- Shiri Appleby como Jill Cavanaugh
- Valerie Azlynn como Kate Peterson
- Blake Clark como Irv
- Reed Fish como John Penner

## Recepção
Variety descreveu o filme como uma "versão rural encantadora de um pânico pré-casamento...perfeitamente sintonizado com os ritmos de uma pequena cidade. Diálogo perfeito, direção silenciosa e dinâmica e ação em uma tela widescreen torna um filme muito atraente." New York Times chamou o filme de" um conto de amadurecimento rural que é tão descontraído que seu elenco é quase horizontal". Em uma entrevista de 2010, o performer Reggie Watts disse que ele "adorou", descrevendo-o como "uma espécie de Ferris Bueller na floresta."
No Rotten Tomatoes, o filme tem um índice de aprovação de 52% baseado em 21 avaliações, com uma média de 5.12/10. O consenso dos críticos do site diz: "Indolor, embora em grande parte memorável, I'm Reed Fish não consegue se distinguir de inúmeras outras comédias de cidade pequena povoadas por personagens amigáveis e peculiares." No Metacritic, o filme tem uma pontuação de 36% baseada em resenhas de 8 críticos.